# 채동현
채동현(1980년 11월 6일 ~ )은 대한민국의 배우이다.

## 학력
- 오성고등학교 (졸업)
- 경희대학교 연극영화학과

## 출연작

### 영화
- 《말모이》(2019년) - 전라도 교사 역
- 《부라더》(2017년) - 법정 역
- 《암살》(2015년) - 백화점 사회자 역
- 《분노의 윤리학》(2013년) - 제복경찰 1 역
- 《후궁: 제왕의 첩》(2012년) - 대전내시 역
- 《순정만화》(2008년) - 대학생 역

### 드라마
- 《7인의 부활》(2024년, SBS) - 최미남 역
- 《블라인드》(2022년, tvN) - 안태호 역
- 《암행어사: 조선비밀수사단》(2020년, KBS2) - 김만희 역
- 《어서와》(2020년, KBS2) - 고양이 납치범 역
- 《왓쳐》(2019년, OCN) - 이동윤 역
- 《닥터 프리즈너》(2019년, KBS2) - 최동훈 역
- 《너도 인간이니?》(2018년, KBS2) - 고창조 역
- 《나의 아저씨》(2018년, tvN) - 김대리 역
- 《마녀의 법정》(2017년, KBS2) - 박훈수 역
- 《품위있는 그녀》(2017년, JTBC) - 김봉식 역
- 《쌈 마이웨이》(2017년, KBS2) - 양태희 역
- 《귓속말》(2017년, SBS) - 수사관 역
- 《내일 그대와》(2017년, tvN) - 황비서 역
- 《굿 와이프》(2016년, tvN) - 대석 역
- 《장영실》(2016년, KBS1) - 김법래 역
- 《우리가 결혼할 수 있을까》(2012년, JTBC)
- 《하얀 거짓말》(2008년, MBC)
- 《네 꿈을 펼쳐라》(1999년, EBS)

### 연극
- 《헤비메탈 걸스》(2016년) - 승범 역
- 《택시 드리벌》(2015년) - 승객들 역
- 《발레선수》(2014년) - 우용근 역
- 《밑바닥에서》(2014년) - 페페르 역
- 《연애시대》(2013년) - 기타지마 역
- 《유럽블로그》(2013년) - 종일 역
- 《발칙한 로맨스》(2011년) - 봉필 역
- 《달콤한 원나잇》(2010년) - 구봉필 역
- 《내 남자의 혈액형》(2010년) - 김지훈 / 이승현 역
- 《광수생각》(2009년) - 민혁 / 의사 / 팔복 역
- 《그남자 그여자, 두번째 이야기》(2008년) - 이선우 역
- 《플리즈》(2008년) - 조형욱 역
- 《그남자 그여자》(2007년) - 영민 역

### 방송
- 《이끌림》(2013년, YTN 사이언스)
- 《김수로 김민종의 마이퀸》(2012년, Story on)